# دبليو دبليو إف راسلمنيا (لعبة فيديو 1995)
دبليو دبليو إف راسلمنيا (بالإنجليزية: WWF WrestleMania)‏ ، هي لعبة فيديو إلكترونية من نوع رياضة مصارعة الحرة، كانت تعمل حصراً لنظام آركيد سنة 1995م، ثم صدرت لأنظمة مختلفة ومنها سيجا ميجا درايف وساترن.